# Харель, Эяль
Эяль Харель (ивр. אייל הראל‎, род. 1974, Рамат-Ган, Тель-Авивский округ) — генерал-майор (вице-адмирал) Армии обороны Израиля, глава Управления планирования и общевойскового строительства сил Генерального штаба Армии обороны Израиля.

## Биография
Поступил на службу в ВМС Израиля в августе 1992 года, прошёл курсы офицеров в Израильской военно-морской академии. Поступил и окончил Школу военно-морского командования. Командовал патрульным катером типа «Супер Двора» в составе 914-й эскадры, действовал в секторе южного Ливана. В 2002—2004 годах командовал ракетным катером «Ромах» (тип «Саар-4,5»), а также служил в Шайетет 3 как офицер связи. Во время Второй Ливанской войны командовал ракетным катером.
В 2008 поступил и окончил Межвойсковой колледж полевого и штабного командного состава. В августе того же года в звании подполковника был назначен командиром 916-й сторожевой эскадры, занимался патрулированием Сектора Газа и участвовал в операции «Литой свинец». В 2010 году участвовал в операции «Морской бриз» по перехвату конвоя, пытавшегося прорвать блокаду Сектора Газа, также неоднократно перехватывал суда, на которых в сектор поставлялось оружие палестинским экстремистским организациям. В дальнейшем Харель стал командиром 31-го дивизиона 3-й флотилии ракетных катеров (Шайетет 3): будучи командиром дивизиона, участвовал в морской фазе операции «Облачный столп» и перехвате контейнеровоза «Виктория» с грузом оружия на борту, предназначенным для ХАМАС. Позже был назначен заместителем командира Шайетет 3.
С 2013 года — командир Шайетет 3, произведён в полковники Армии обороны Израиля. Флотилия в это время участвовала в разных учениях, удостаиваясь благодарностей от начальника Генерального штаба. В должности командира флотилии Харель участвовал в операции «Полное разоблачение» по перехвату в Красном море судна Klos C, шедшего из Ирана с оружием на борту в качестве груза. Также участвовал в операции «Несокрушимая скала», в ходе которой были атакованы объекты палестинских экстремистов, а также была усилена блокада Сектора Газа защита газовых месторождений Израиля. Далее учился в Колледже национальной безопасности (МАБАЛь).
В 2015 году назначен начальником отделения планирования в Отделе планирования при Управлении планирования и общевойскового строительства Генштаба ЦАХАЛ. Работал в Комиссии по оценке бюджета обороны.
В 2018 году назначен начальником разведуправления израильских ВМС. С ноября 2019 года — начальник Управления морских операций ВМС. В 2020 году участвовал во внедрении на вооружение корветов типа «Саар-6». Один из организаторов морских учений «Благородная Дина» 2021 года, прошедших с участием флотов Греции, Кипра и Франции и организованных в связи с усилением военных позиций Турции. С мая 2021 года — глава Отдела планирования при Управлении планирования и общевойскового строительства Генштаба ЦАХАЛ.
2 августа 2023 года вступил на пост главы Управления планирования и общевойскового строительства сил Генштаба Армии обороны Израиля.
Харель окончил Межвойсковой колледж полевого и штабного командного состава, а также курсы командиров бригад. Он получил степень бакалавра по экономике и управлению бизнесом в Хайфском университете, а позже с отличием окончил магистратуру по политологии и национальной безопасности в Колледже национальной безопасности Израиля и Хайфском университете.
Женат, отец трёх дочерей.